# Angel Martino
Angel Martino, född 25 april 1967 i Tuscaloosa i Alabama, är en amerikansk före detta simmare.
Martino blev olympisk guldmedaljör på 4 x 100 meter medley vid sommarspelen 1996 i Atlanta.